# Fowlerton (Teksas)
Fowlerton je naseljeno mjesto za statističke potrebe u američkoj saveznoj državi Teksas. Prema popisu stanovništva iz 2010. u njemu je živjelo 55 stanovnika.